# Mathieu Denis
Pour les articles homonymes, voir Denis (patronyme).
Mathieu Denis est un scénariste, monteur, réalisateur et producteur québécois né en 1977. L'identité nationale du Québec est au cœur de ses œuvres. Il y explore des thèmes sociopolitiques liés aux troubles de l'Individualité. On peut suivre certaines révolutions dont la crise d'Octobre qui a secoué le Québec en 1970.

## Biographie
Mathieu Denis est surtout connu pour ses films Corbo (nommé aux Prix Écrans canadiens et Gala Québec Cinéma pour le meilleur film de l'année 2016) et Ceux qui font les révolutions à moitié n'ont fait que se creuser un tombeau, lequel a remporté le prix du meilleur film canadien au Festival international du film de Toronto en 2016,. Ce long métrage a su soulevé une polémique dans les milieux étudiants entourant les évènements de la grève de 2012 connus sous le nom du printemps érable .
Mathieu Denis a étudié à Université du Québec à Montréal en cinéma où il s'est d'abord concentré sur l'écriture, et ce, dans le but de réalisé son tout premier court métrage Sortie de secours (2002). On peut compter de nombreuses  collaborations avec son bon ami Simon Lavoie. Ensemble ils ont travaillé sur divers projets tels que Corps étrangers (2004), Quelques éclats d'aube (2005), Une chapelle blanche (2005) et À l'ombre (2006) . Il a produit Le silence nous fera écho qui sera suivi de Code 13 en 2007. CODE 13, est inclus dans la liste des dix meilleurs films canadiens de l’année (Canada’s Top Ten)en plus de lui valoir le prix de la meilleure réalisation au Festival Fantasia, en 2008. Son premier long-métrage Laurentie en 2011ainsi que Ceux qui font les révolutions à moitié n'ont fait que se creuser un tombeau ont été réalisés en collaboration avec Simon Lavoie.

## Filmographie

### Scénariste (longs-métrages)
- 2011 : Laurentie
- 2015 : Corbo
- 2016 : Ceux qui font les révolutions à moitié n'ont fait que se creuser un tombeau

### Réalisateur (longs-métrages)
- 2011 : Laurentie
- 2015 : Corbo
- 2016 : Ceux qui font les révolutions à moitié n'ont fait que se creuser un tombeau

### Réalisateur (court-métrage)
- 2002 : Sortie de secours
- 2004 : Corps étrangers (avec Simon Lavoie)
- 2005 : Quelques éclats d'aube (avec Simon Lavoie)
- 2005 :  Une chapelle blanche (avec Simon Lavoie)
- 2006 : À l'ombre (avec Simon Lavoie)

### Monteur (longs-métrages)
- 2008 : Le Déserteur
- 2011 : Laurentie
- 2016 : Ceux qui font les révolutions à moitié n'ont fait que se creuser un tombeau
- 2018 : Ma vie avec John F. Donovan

### Producteur (court-métrage)
- 2006 : Le silence nous fera écho
- 2007 : Code 13
- 2011 : Dans la neige
- 2013 : Suivre la piste du renard (Follow the Fox)
- 2013 : Pas la grosse Sophie (Not a Fat Sophie)
- 2014 : Somewhere exactly

## Prix, récompenses et nominations

### Code 13 (court métrage, fiction, 2008)
- Canada's Top Ten, Toronto (Canada)
- Prix de la mise en scène, Festival Fantasia, Montréal (Canada)

### Laurentie (long métrage, fiction, 2011)
- Prix de la mise en scène, Polar Lights Film Festival, St-Pétersbourg (Russie)
- Meilleur long métrage international, Raindance Film Festival, Londres (Royaume-Uni)
- Grand Prix du jury, Festival international de cinéma et d'art Les Percéides, Percé (Canada)

### Corbo (long métrage, fiction, 2014)
- Prix Jutra (10 nominations - Meilleur film, réalisateur, scénario, acteur de soutien, direction de la photographie, décors, costumes, coiffure, maquillage, son)
- Prix Écrans canadiens (3 nominations - Meilleur film, acteur de soutien, costumes)
- Finaliste, Prix collégial du cinéma québécois 2016
- Canada's Top Ten, Toronto (Canada)

### Ceux qui font les révolutions à moitié n'ont fait que se creuser un tombeau (long métrage, fiction, 2016)
- Meilleur long-métrage, section films d'avant-garde et de genre, BAFICI, Buenos Aires (Argentine)
- Prix Iris (4 nominations - Meilleur film, meilleure actrice, montage, direction artistique)
- Prix Écrans canadiens (3 nominations - Meilleur film, réalisation, actrice de soutien)
- Mention spéciale - Ours de cristal, Festival international du film de Berlin (Allemagne)
- Canada's Top Ten, Toronto (Canada)
- Meilleur film canadien, Festival international du film de Toronto (Canada)[8]